# Movimiento de Pioneros

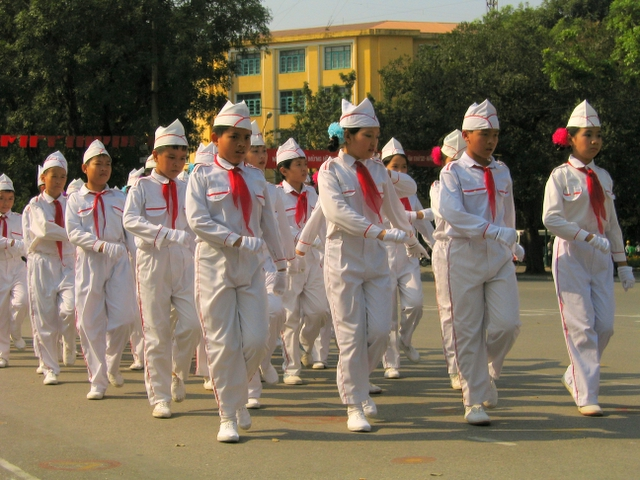
Jóvenes pioneros vietnamitas en los Juegos del Sudeste Asiático, año 2003.

Emblema de la Organización de Pioneros de la URSS (la leyenda dice "¡Siempre preparados!").

Enseña de la Organización de Pioneros Ernst Thälmann de la RDA.

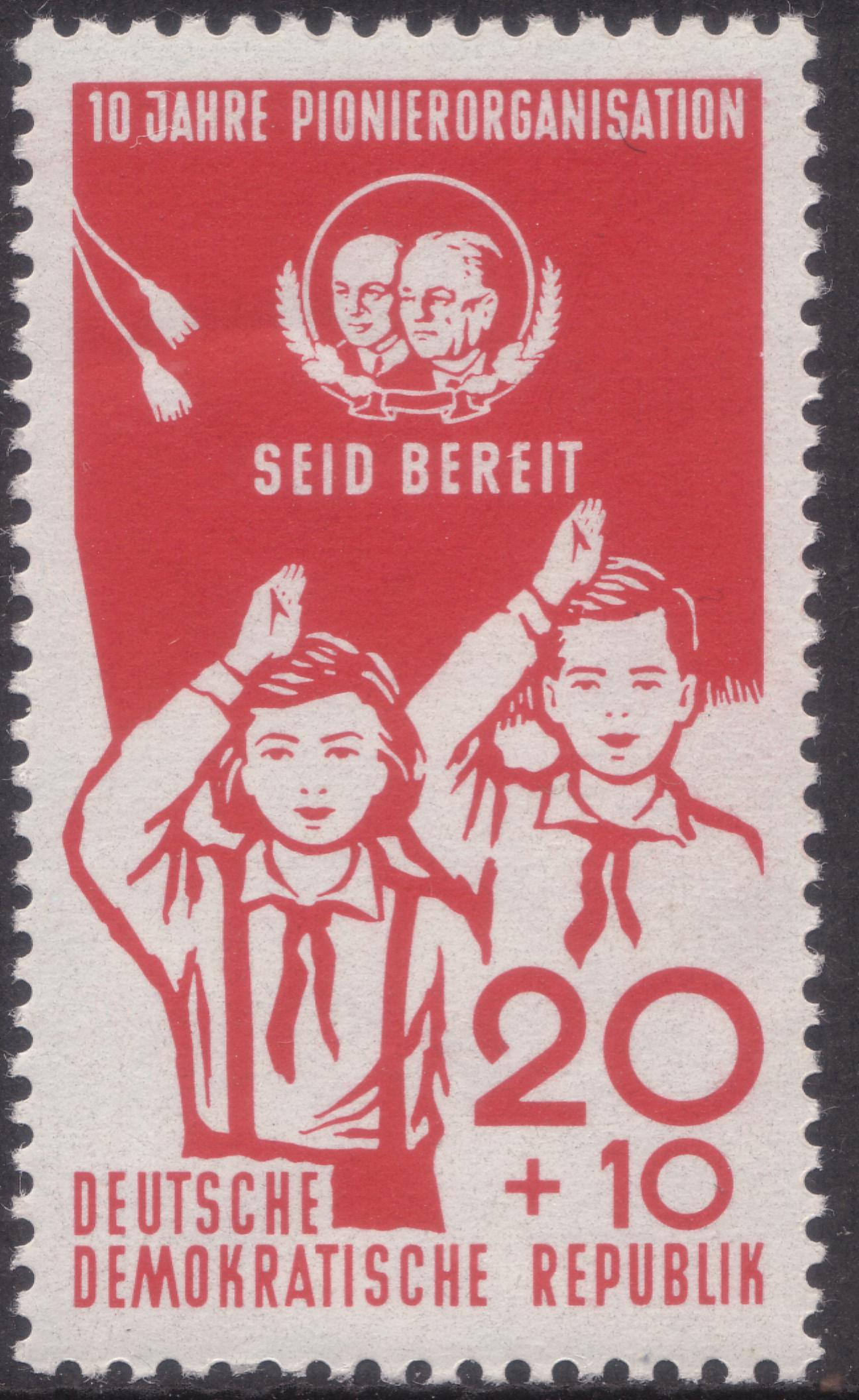
Siempre preparados en un sello semipostal de la RDA.

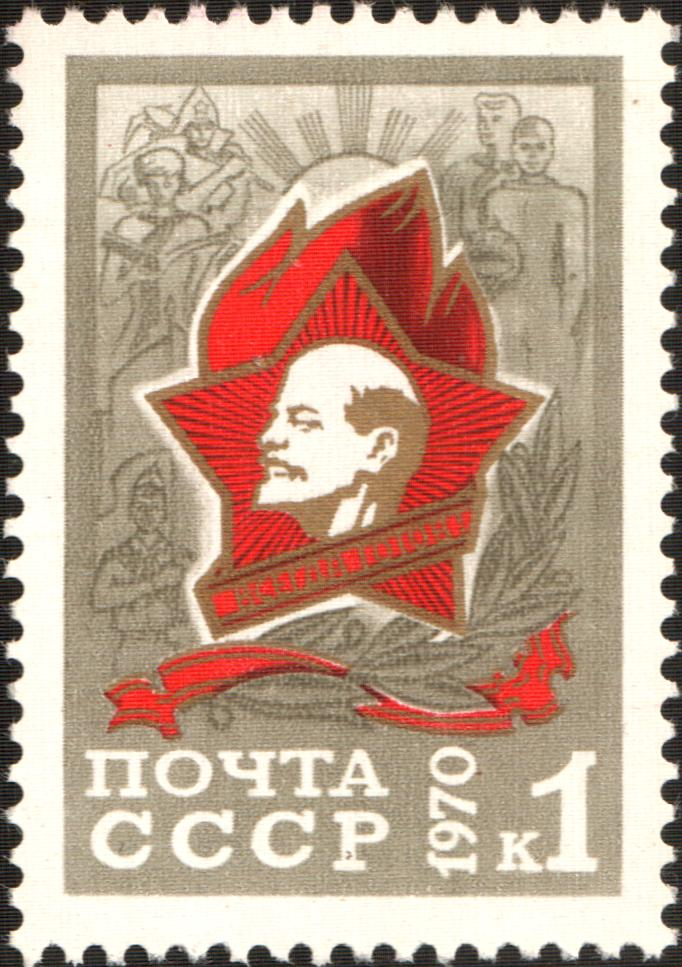
Estampilla conmemorativa de la Unión Soviética.

El Movimiento de Pioneros agrupa a organizaciones juveniles relacionadas con partidos comunistas, por lo general en estados socialistas. Los niños entran en estas organizaciones al comenzar la escuela primaria (en algunos casos desde organizaciones para niños) y continúan en ellas hasta la adolescencia, momento en el cual se puede ingresar en la juventud del Partido propiamente dicha, como el Komsomol soviético. El principal distintivo de los pioneros, cuya afiliación es voluntaria pero suele ser promovida intensamente, es un pañuelo de cuello, casi siempre rojo. 
Muchas características del Movimiento de Pioneros son similares a las del movimiento escultista, como la promoción del deporte y actividades al aire libre, aunque difiere principalmente en la enseñanza de principios del comunismo. Para el anticomunismo esto constituye una forma de adoctrinamiento; también se ha dicho que no difiere mucho del patriotismo promulgado por los movimientos Scout. Cada organización recibe el nombre de alguien considerado un ejemplo a seguir, como Vladimir Lenin en la Unión Soviética, José Martí en Cuba y Ernst Thälmann en la República Democrática Alemana.
Existieron organizaciones de este tipo en la Unión Soviética y la Europa del Este, y continúan existiendo en la República Popular China, Cuba y Vietnam, entre otros. Hasta el desmantelamiento del Bloque del Este, a principios de los años 1990, existía un gran nivel de cooperación entre los movimientos de pioneros de más de 30 países, los cuales eran coordinados por el Comité Internacional de Movimientos de Niños y Adolescentes (CIMEA, del francés Comité international des mouvements d'enfants et d'adolescents), fundado en 1958 y con sede en la capital húngara, Budapest. El Partido Comunista de la Federación Rusa y otros continúan teniendo organizaciones de pioneros, si bien la membresía tiende a ser limitada.

## Países con movimientos de pioneros en el pasado

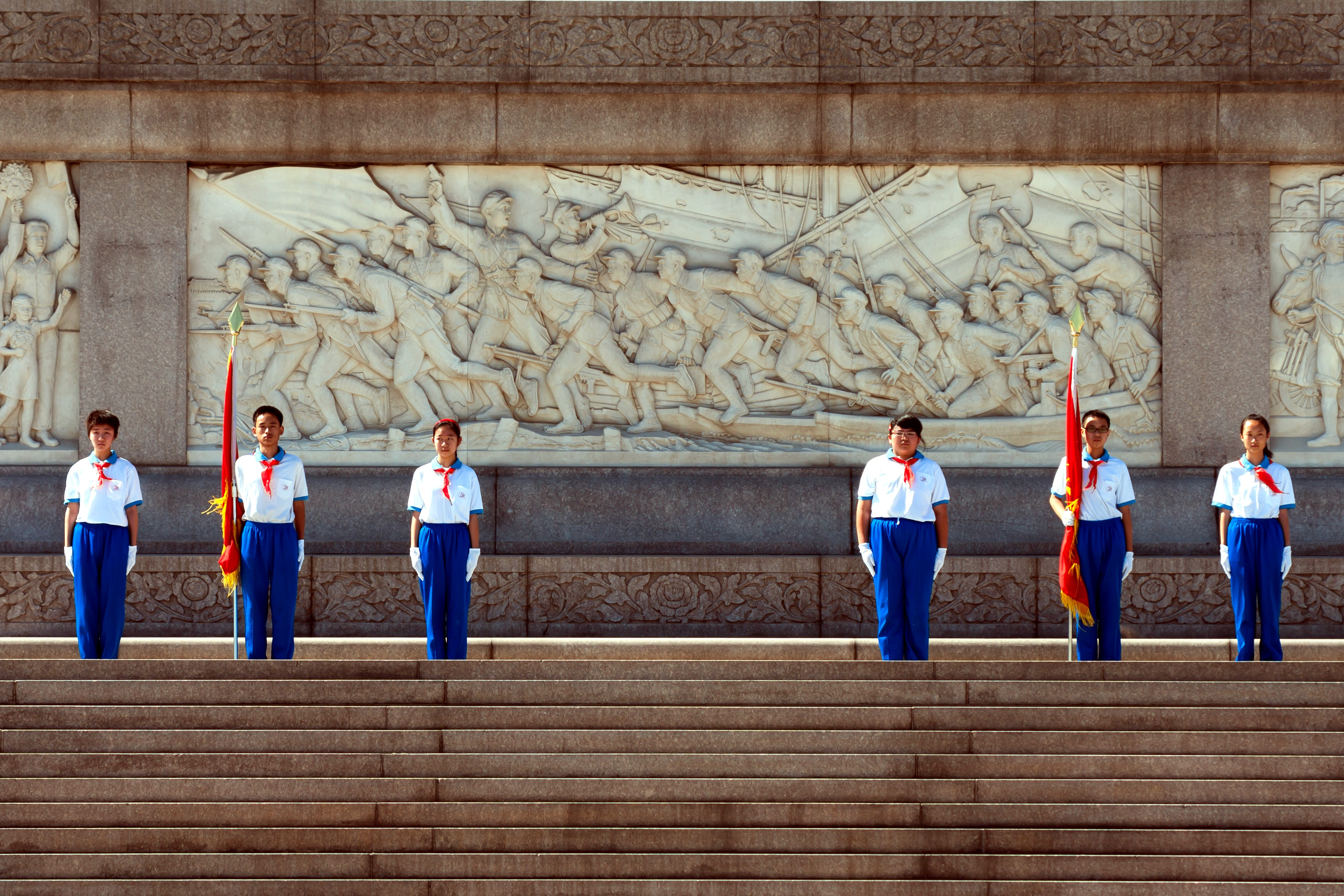
Beijing China Tiananmen-Square-Jóvenes pioneros

### Pioneros en Albania
Los Pioneros de Enver (en albanés: Pionierët e Enverit, literalmente Los Pioneros de Enver Hoxha), fue un movimiento de pioneros en Albania durante el período comunista. La organización fue fundada como Debatik, acrónimo de Chicos Unidos de Ideas Comunistas (en albanés Djem të Bashkuar të Ideve Komuniste) el 10 de febrero de 1942 y posteriormente fue renombrada La Organización de Pioneros (en albanés: Organizata e Pionierëve) después de la Segunda Guerra Mundial. Estaba bajo la supervisión de la Unión de Jóvenes Trabajadores de Albania, la juventud del Partido del Trabajo de Albania (PTA).

### Pioneros en Alemania del Este
La Organización de Pioneros Ernst Thälmann (en alemán: Pionierorganisation Ernst Thälmann) fue una organización infantil y juvenil de la antigua República Democrática Alemana (RDA) formada por niños y jóvenes con edades que iban desde los 6 hasta los 14 años. Los jóvenes pioneros de la antigua RDA fueron nombrados así en memoria de Ernst Thälmann, el anterior líder del Partido Comunista de Alemania (KPD), quien fue ejecutado por el gobierno del Tercer Reich en el campo de concentración de Buchenwald. La organización de pioneros alemanes formaba parte de la Juventud Libre Alemana (en alemán: Freie Deutsche Jugend) (FDJ), el movimiento juvenil de la antigua Alemania oriental.

### Pioneros en Bulgaria
La Organización de Pioneros Dimitrovistas Septiembristas (en búlgaro: Димитровска пионерска организация Септемврийче) fue un movimiento de pioneros de la República Popular de Bulgaria. La organización fue fundada en septiembre de 1944. Los septiembristas organizaban a niños y jóvenes de entre 9 y 14 años de edad. Sus asuntos diarios eran supervisados por la Liga Juvenil Comunista Dimitrovista. En 1967 tenían aproximadamente 700.000 miembros. Había también una organización llamada chavdarcheta para los niños más pequeños, los cuales posteriormente serían futuros pioneros.

### Pioneros en Burkina Faso
Los Pioneros de la Revolución (en francés: Pionniers de la Révolution) fueron un movimiento juvenil de Burkina Faso, el grupo fue creado siguiendo el modelo de los movimientos juveniles de pioneros controlados por los partidos comunistas, tales como los Pioneros de Enver de Albania, la Organización de Pioneros José Martí de Cuba, y el Movimiento de Pioneros Agostinho Neto del MPLA de Angola. Los Pioneros de la Revolución organizaban a niños y jóvenes de todas las edades. Como muchos otros movimientos de jóvenes pioneros, tales como la Organización de Pioneros Vladímir Lenin, los Jóvenes Pioneros de China, las insignias más visibles de los pioneros eran los pañuelos rojos, los uniformes y las gorras amarillas. El movimiento fue fundado por el Capitán Thomas Sankara, un marxista panafricanista revolucionario, que accedió al poder en la república de Alto Volta, después de dar un golpe de Estado en 1983. Los pioneros, fueron abolidos después del asesinato de Thomas Sankara en 1987.

### Pioneros en Checoslovaquia
La Organización de Pioneros de la Unión de Jóvenes Socialistas (en checo: Pionýrská Organizace Socialistického Svazu Mládeže) (POSSM), fue una organización infantil y juvenil marxista-leninista de la antigua Checoslovaquia, creada por el Partido Comunista de Checoslovaquia. Aunque la pertenencia a la organización era voluntaria, todos los niños checoslovacos debían unirse a ella a partir de los seis años de edad. La palabra checa pionýr es un sinónimo aproximado de la palabra inglesa scout. El movimiento de los pioneros checos se inspiraba parcialmente en el escultismo.

### Pioneros en Indonesia
Fadjar Harapan ("Amanecer de esperanza") fue una organización de pioneros de Indonesia, vinculada al Partido Comunista de Indonesia (PKI). Fadjar Harapan fue fundada en 1959, paralelo al movimiento de Scouts ya existente iniciado por el Partido Comunista. Sin embargo, no estaba oficialmente conectado a ningún partido político (de acuerdo con la constitución de la organización) y estaba abierto a todos los niños entre las edades de seis y trece. La iniciativa de fundar la nueva organización de pionieros fue tomada por el Aidit, el líder principal del Partido Comunista. Cuadros del Partido Comunista y Pemuda Rakjat (el ala juvenil del Partido Comunista) y fueron los encargados de estudiar cómo operaban los movimientos pioneros en otros países, pero adaptando las experiencias a las condiciones específicas de Indonesia.
Esta organización se perfiló dentro del Partido Comunista no gobernante más grande del mundo hasta que durante 1965 y 1967 ocurrió un genocidio anticomunista respaldado por los Estados Unidos que exterminó aproximadamente a un millón de sus militantes. (véase, Partido Comunista de Indonesia).

### Pioneros en Rumanía
La Organización de Pioneros (en rumano: Organizaţia Pionierilor) fue el movimiento de pioneros perteneciente al Partido Comunista Rumano. La organización fue fundada el 30 de enero de 1949, funcionó hasta 1966 como una parte integrante de la Unión de la Juventud Comunista rumana.

### Pioneros en la Unión Soviética
En la Unión Soviética los pioneros, niños entre 10 y 15 años, llevaban un pañuelo rojo. La organización nació en 1922 y dejó de existir como tal en 1990 con la caída de la Unión Soviética. Uno de sus miembros más conocidos mundialmente es Volodia Dubinin. Los Pequeños de Octubre (en ruso: Октября́та) también llamados Jóvenes Octubristas, o Pequeños Octubristas) es un término soviético que apareció por primera vez en 1923-1924, en ese momento referido a los niños nacidos en el año 1917, el de la Revolución rusa. Posteriormente, el término dio nombre a una organización juvenil para niños de entre 7 y 9 años. Tras sobrepasar esa edad, los niños habitualmente se integraban en otra organización juvenil, los Jóvenes Pioneros.

### Pioneros en Yugoslavia
En Yugoslavia los pioneros, o pioniri llevaban pañuelos de cuello rojos y gorros de marinero llamados Titovka; los gorros, de color azul o blanco, tenían en el frente una estrella roja. Casi siempre se usaba una camiseta blanca junto con la bufanda y el gorro, aunque esto dependía de la región del país de donde proviniera el pionero. Los jóvenes llevaban pantalones o bermudas de color azul marino y las chicas polleras del mismo color, junto con medias blancas y zapatos negros. En ocasiones especiales, como una visita del Mariscal Tito en persona, los pioneros solían llevar trajes tradicionales de su región de origen. En el antiguo territorio yugoslavo, hoy Eslovenia, Croacia, Bosnia y Herzegovina, Serbia, Montenegro y Macedonia del Norte, la nostalgia de los pioneros es común tanto en jóvenes como en viejos. Muchos asocian la prosperidad y paz de los viejos tiempos con sus días de pioneros, por lo que no es raro encontrar gente refiriéndose a sí misma como "pioneros de Tito". Este tipo de autoidentificación se da sobre todo en comunidades en línea frecuentadas por yugoslavos.

## Países con movimientos de pioneros en activo

### Pioneros en Angola
La Organización de Pioneros Agostinho Neto (en portugués: Organização de Pioneiros Agostinho Neto) (OPAN) es un movimiento de pioneros de Angola. El movimiento fue fundado en 1975, la organización tomó el nombre de su primer presidente, un hombre llamado António Agostinho Neto, durante su segunda conferencia en noviembre de 1979, después de la muerte de Neto. La organización forma parte de las Juventudes del MPLA.

### Pioneros en China
El Cuerpo de Jóvenes Pioneros de China (en chino:中国少年先锋队) (en pinyin: Zhōngguó Shàonián Xiānfēng Duì) es la organización infantil del Partido Comunista de China. Fue fundada el 13 de octubre de 1949, poco después de la proclamación de la República Popular China, con el nombre de Cuerpo de Jóvenes Niños de China (en chino: 中国少年儿童队) (en pinyin: Zhōngguó Shàonián Értóng Duì), y en junio de 1953 adoptó el nombre actual. En la V Asamblea Nacional de Representantes del Cuerpo de Jóvenes Pioneros se definió a este movimiento como una organización infantil fundada y desarrollada por el Partido Comunista de China bajo la dirección de la Liga de la Juventud Comunista de China.

### Pioneros en Corea del Norte
La Organización de Niños de Corea (en coreano: 조선소년단, Chosŏn Sonyeondan) es un movimiento juvenil de pioneros norcoreano. Pueden formar parte de este movimiento los niños y niñas norcoreanos desde los 9 hasta los 15 años de edad. Los adolescentes mayores de 15 años pueden unirse a la Liga de la Juventud Patriótica Socialista. La organización forma parte de la Unión de Niños de Corea y tiene unidades operando en escuelas primarias y secundarias en toda la República Popular Democrática de Corea. La organización de los pioneros norcoreanos es miembro de la Federación Mundial de la Juventud Democrática.

### Pioneros en Cuba
En Cuba los pioneros tienen como insignia un pañuelo de cuello azul o rojo para la enseñanza primaria y un distintivo para la enseñanza secundaria. Están agrupados en la Organización de Pioneros José Martí, la participación en la misma es de carácter voluntario. Los pioneros cubanos celebran su congreso cada 5 años, en los cuales debaten temas relativos a la calidad de la enseñanza, el sistema de estudio, su organización y otros aspectos de la vida de la nación. Durante el primer congreso (1991) cambiaron los distintivos de su organización, eliminando el uso de la boina roja y estableciendo el distintivo para la enseñanza secundaria.

### Pioneros en Perú
En Perú, los "pioneritos" son el grupo de niños reclutados por la organización terrorista Sendero Luminoso. Los "pioneritos" son hijos de los integrantes de la organización senderista o niños secuestrados que son adoctrinados por la organización terrorista.

### Pioneros en Portugal
La asociación de pioneros de Portugal es una organización juvenil sin ánimo de lucro que ofrece actividades de ocio para niños y jóvenes. La asociación defiende los derechos del niño. Sus actividades tienen como objetivo contribuir a la formación personal y favorecer el desarrollo de los niños y jóvenes. La organización nació el 25 de abril de 1974. El 3 de junio de 1976, se celebró la primera reunión nacional de monitores para discutir e intercambiar experiencias laborales y métodos de organización. Un año después, el 9 de junio de 1977, en el pleno nacional de los monitores, se aprobaron los principios rectores de la organización y el nombre: "Pioneros de Portugal". La legalización tuvo lugar el 11 de octubre de 1982, dando lugar a la creación de la asociación de pioneros.

### Pioneros en la República Checa
Pionýr (en español: Pionero) es un movimiento voluntario, independiente y apolítico de niños, jóvenes y adultos con sede en la República Checa. La organización se centra en actividades educativas no formales y se organiza durante el tiempo libre. Pionýr mantiene parcialmente una antigua tradición basada en el Movimiento Pionero, una organización internacional de niños comunistas del antiguo Bloque del Este, que todavía existe en algunos países comunistas. Pionýr está asociado con el Movimiento Internacional de los Halcones - Educación Socialista Internacional, el movimiento trabaja por la educación socialdemócrata para los niños de todo el Mundo.

### Pioneros en Venezuela
En Venezuela los pioneros, que no tienen nada que ver con el Movimiento de Pioneros a nivel internacional, se organizan en "Campamentos de Pioneros", que designa un movimiento popular luchando por el derecho a la tierra urbana y el derecho a la ciudad. El movimiento ha nacido en 2002 de los CTU (comités de tierra urbana). Cada colectivo busca conseguir la posibilidad de desarrollar tierras que quedan baldías, ociosas o subutilizadas, para desarrollar "Nuevas Comunidades Socialistas". El colectivo se rige con los valores de poder popular (desde la base), valores de autogestión, de concepción colectiva, participativa y defiende el derecho de los colectivos a la tierra y a la ciudad.

### Pioneros en Vietnam
La Organización de Jóvenes Pioneros Ho Chi Minh (en vietnamita: Đội thiếu niên tiền phong Hồ Chí Minh ) es una organización juvenil comunista que funciona en Vietnam y debe su nombre al anterior presidente de Vietnam del Norte Hồ Chí Minh. Funciona como una parte constituyente del Partido Comunista de Vietnam y tenía unos 12 millones de miembros en el año 2009. La organización fue fundada por el Partido Comunista de Vietnam en el mes de mayo de 1941 en Na Ma, en la comuna de Truong, en el distrito de Ha Quang, en la provincia de Cao Bang. La organización es instruida y guiada por la Unión de Jóvenes Comunistas Ho Chi Minh. Para ser miembro del Partido Comunista de Vietnam, hace falta haber formado parte previamente de la Unión de Jóvenes Comunistas. Para ser miembro de las juventudes comunistas, se requiere a su vez haber formado parte previamente del movimiento de los jóvenes pioneros. El lema de los pioneros de Vietnam es: "Siempre preparados" (en vietnamita: Luôn sẵn sàng).